# SkillGround
SkillGroundとはgroove games社が運営を行っているオンラインゲームポータルサイト。

## 概要
他のオンラインゲームポータルサイトとは異なりチームプレイと言う概念が存在しない。
全て一対一による対戦、もしくは多人数による個人戦のみとなっている。

## サービス中のゲームタイトル一覧
- WarPath

ジャンル：FPS
- CQC -Close Quarters Conflict-

ジャンル：FPS
- L.A. Street Racing

ジャンル：レースゲーム
- Kung Fu: Deadly Arts

ジャンル：格闘ゲーム